# Mei Saade
Mei Saade ist ein im erzgebirgischen Dialekt geschriebenes Mundartlied.

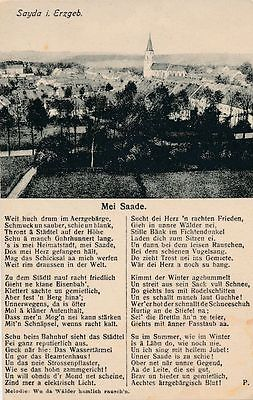
Stadtlied Sayda

## Entstehung
Mei Saade (Mein Sayda) ist das inoffizielle Stadtlied von der Stadt Sayda.
Der Liedtext erschien erstmals auf den zu der damaligen Zeit sehr populären Liederpostkarten, die vom Verlag Max Wagner vertrieben wurden. Die Entstehung ist zwischen 1905 und 1920 einzuordnen.
Die Melodie "Wu de Wälder haamlich rauschen 1905 anhörenⓘ"
übernahm der unbekannte Autor von Anton Günther (Volksdichter), der auch als Erfinder der Liedpostkarten gilt.

## Liedtext
Weit huch drum im Aerzgebärge,

Schmuck un sauber, schie un blank,

Thront ä Städtel auf der Höhe

Schu ä manch Gahrhunnert lang.

's is mei Heimatstadt, mei Saade,

Dos mei Herz gefangen hält,

Mag das Schicksal aa mich werfen

Weit rim draussen in der Welt.
Zu dem Städtl nauf racht friedlich

Gieht ne klane Eisenbah',

Klettert sachte und gemietlich,

Aber fest 'n Berg hina',

Unnerwegens, da is öfter

Mol ä kläner Aufenthalt,

Dass mer'n Mog'n nei kann stärken

Mit'n Schnäpsel, wenns racht kalt.

Schu beim Bahnhuf sieht das Städtel

Fei ganz reputierlich aus.

Guck när hie: Das Wassertärmel

Und gor das Beamtenhaus!

Un das neie Strossenpflaster,

Wie se das hobn zammgericht!

Un will obnds d'r Mond net scheine,

Zind mer a elektrisch Licht.
Sucht dei Herz 'n rachten Frieden,

Gieh in unnre Wälder nei,

Stille Bänk am Fichtendunkel

Laden dich zum Sitzen ei.

Un dann bei dem leisen Rauschen,

Bei dem schienen Vugelsang.

Do zieht Trost nei ins Gemiete.

Wär dei Herz a noch su bang.

Kimmt der Winter agebummelt

Bahnhof Sayda

Wasserturm Sayda

Un streit aus sein Sack vull Schnee,

Do giehts lus mit Rodelschlitten

Un es schallt manch laut Guchhe!

Wer'er hot der schnallt de Schneeschuh

Hurtig an die Stiefel na,

Sei' die Brettln än'n ze teier,

Giehts mit änner Fasstaub aa.

Su im Summer, wie im Winter

is ä Läbn do, wie noch nie.

Un ich sing mit hellem Jubel:

Unner Saade is zu schie!

Ober net när unnre Gegend,

Aa de Leite, die sei gut,

Brav un bieder un gemietlich,

Aechtes ärzgebärgisch Blut!

## Hochdeutsche Übersetzung
Weit hoch oben im Erzgebirge,

schmuck und sauber, schön und blank,

Thront eine Stadt auf der Höhe

schon viele Jahrhunderte lang.

Es ist meine Heimatstadt, mein Sayda,

die mein Herz gefangen hält,

mag das Schicksal mich auch führen

weit hinaus in diese Welt.

Zu der Stadt geht es hinauf recht friedlich

mit einer kleinen Eisenbahn,

klettert sanft und gemütlich,

aber fest den Berg hinauf,

Unterwegs, da ist öfters

mal ein kleiner Aufenthalt,

Und wer möchte kann sich stärken

mit einem Schnaps, wenn es recht kalt ist.

Schon beim Bahnhof sieht die

Stadt ganz reputierlich aus.

Schau nur hin: Der Wasserturm und das Beamtenhaus!

Und das neue Straßenpflaster,

wie sie das haben ausgerichtet.

Und will Abends der Mond nicht scheinen, zünden wir an das elektrische Licht.

Sucht dein Herz einen richtigen Frieden, gehe in unsere Wälder rein, stille Bänke am Waldesrand

laden dich zum sitzen ein.

Und dann bei dem leisen Rauschen,

Bei dem schönen Vogelgesang.

Dann zieht Trost rein in das Gemüt. Wäre dein Herz auch noch so bang.

Kommt der Winter angehimmelt

und streut aus sein Sack voll

Schnee,

Dann geht es los mit einem Rodelschlitten

und es schallt manch lauter Jubel!

Wer hat der schnallt die Schneeschuhe

hurtig an die Stiefel ran,

Sind die Skier einem zu teuer,

geht es mit einer Fassdaube auch.

So im Sommer, wie im Winter

ist ein Leben da, wie noch nie.

Und ich singe mit hellem Jubel:

Unser Sayda ist zu schön!

Aber nicht nur unsere Gegend,

Auch die Leute, die sind gut,

Brav und bieder und gemütlich,

Echtes erzgebirgisches Blut!